# Waligóra: powieść historyczna z czasów Leszka Białego
Waligóra: powieść historyczna z czasów Leszka Białego – powieść historyczna autorstwa Józefa Ignacego Kraszewskiego wchodząca w skład jego cyklu Dzieje Polski. Powieść ta została po raz pierwszy wydana w 1880 roku nakładem Spółki Wydawniczej Księgarzy w Warszawie.
Akcja Waligóry toczy się w Polsce w latach 1226–1227. Głównym motywem jest konflikt pomiędzy rodami Odrowążów i Gryfitów. Przedstawicielem tego pierwszego jest tytułowy bohater, Mszczuj zwany Waligórą, brat biskupa krakowskiego Iwona Odrowąża. Do drugiego należy wichrzyciel i spiskowiec Jaszko.
Mszczuj Waligóra to postać fikcyjna. Postać Jaszka była wzorowana na Janie Klimontowicu pochodzącym z rodu Gryfitów.
Autor zadedykował powieść Adamowi Pługowi.